# Малиновка (Клепиковский район)
Малиновка — посёлок в Клепиковском районе Рязанской области России. Входит в состав Криушинского сельского поселения.

## История
В 1966 году указом президиума ВС РСФСР посёлок Кобылинского лесничества переименован в Малиновка.

## Население
| 2010 |
| ---- |
| 33   |